# 第22ヘリコプター海上戦闘飛行隊 (アメリカ海軍)
第22ヘリコプター海上戦闘飛行隊（だい22ヘリコプターかいじょうせんとうひこうたい、英: Helicopter Sea Combat Squadron 22、略称：HSC-22）は、アメリカ海軍大西洋艦隊ヘリコプター海上戦闘航空団隷下のヘリコプター部隊。愛称はシー・ナイツ（英: Sea Knights）。2006年9月29日に新編され、バージニア州ノーフォーク海軍基地に所在し、多用途ヘリコプターとしてMH-60Sを運用する。カリフォルニア州ノースアイランド海軍航空基地に所在する第23ヘリコプター海上戦闘飛行隊のシスタースコードロンとなっている。また、遠征飛行隊に指定されており、必要に応じて遠征部隊に組み込まれる。

## 歴代運用機
- 多用途ヘリコプター
  - MH-60S

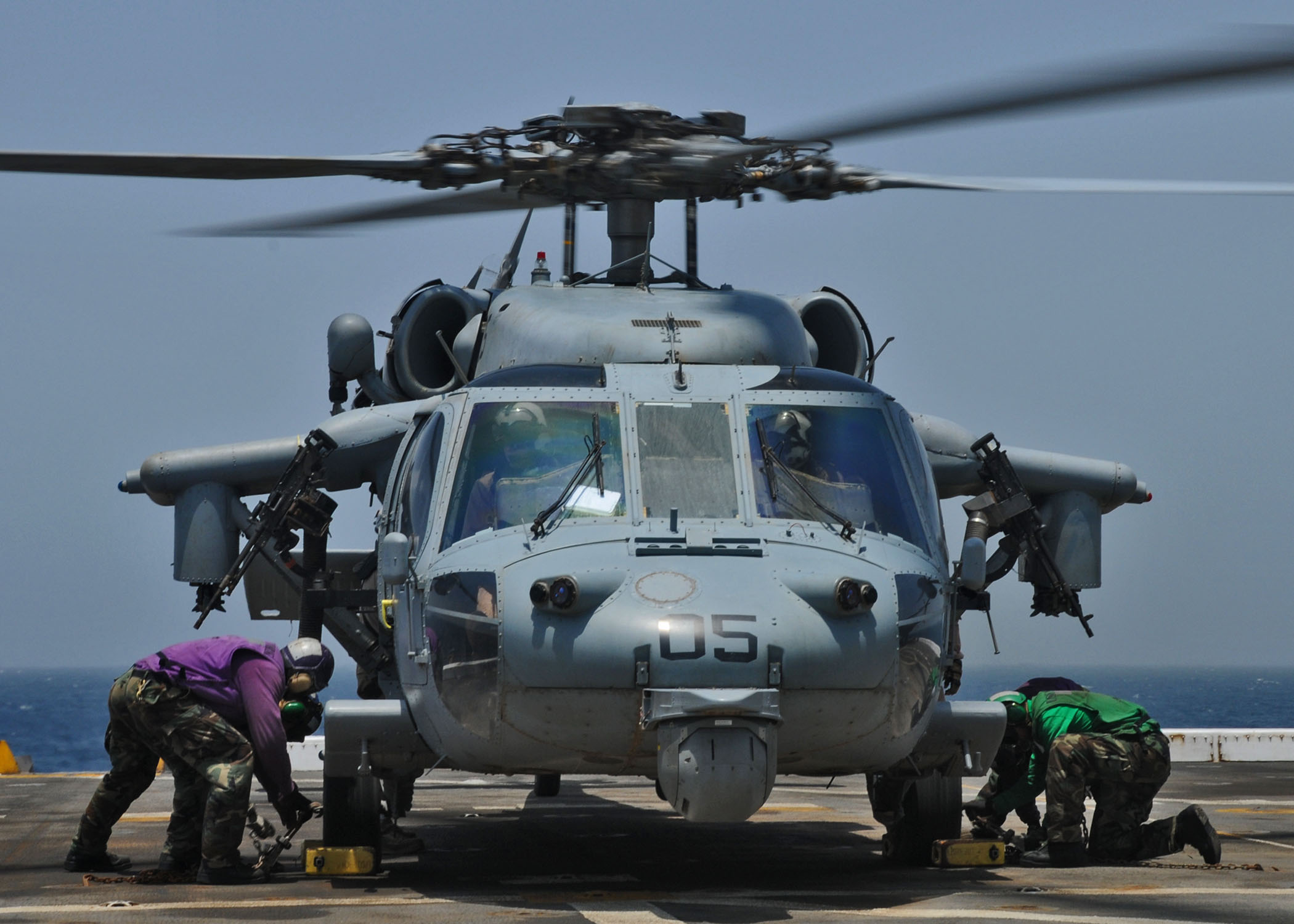
HSC-22で運用するMH-60S